# Fokker D.XXIII
Il Fokker D.XXIII era un caccia bimotore in configurazione traente-spingente e ad ala bassa realizzato dall'azienda olandese Fokker alla fine degli anni trenta e rimasto a livello di prototipo.

## Storia

### Sviluppo
Il progetto del D.XXIII si deve all'ingegnere olandese Marius Beeling che prediligeva disegni dalle caratteristiche non convenzionali. Il nuovo velivolo, che nelle intenzioni doveva essere proposto anche per il mercato estero, si prefiggeva di sfruttare la possibilità di essere spinto da due motori che però, rispetto ad un classico bimotore, vennero collocati uno sul muso in configurazione traente ed uno alla fine della fusoliera in configurazione spingente. Questa particolare soluzione presentava dei vantaggi in termini di penetrazione aerodinamica e nel mantenere il centro di massa vicino al baricentro, così l'aereo sarebbe stato in grado di rollare più velocemente. Inoltre un eventuale guasto ad un motore non avrebbe comportato una spinta asimmetrica e nelle normali condizioni di volo la coppia si annullava, migliorando la maneggevolezza del velivolo.
La singolare configurazione dell'impianto propulsivo assieme ad altre soluzioni d'avanguardia come l'adozione di un carrello d'atterraggio triciclo anteriore e la soluzione a doppia trave di coda suscitò molto interesse fuori del territorio nazionale ottenendo l'attenzione necessaria a pianificare una futura commercializzazione.
Un mockup venne presentato al pubblico in occasione del Salone internazionale dell'aeronautica di Parigi-Le Bourget del 1938 riscuotendo grande interesse.

### Impiego operativo
Il prototipo venne terminato nel 1939 e portato in volo per la prima volta, ai comandi del pilota collaudatore Gerben Sonderman, il successivo 30 maggio dall'aeroporto di Amsterdam-Schiphol. Benché si fosse rivelato un aereo ben realizzato si rivelò fin dal primo momento sottopotenziato ed affetto da alcuni problemi di gioventù. Il motore posteriore riceveva inoltre un'insufficiente portata d'aria che ne causava il surriscaldamento, un problema che sarebbe comunque stato risolto con l'installazione prevista di un nuovo gruppo motoelica, da scegliere tra Hispano- Suiza 12Xcrs, Junkers Jumo 210G o Rolls-Royce Kestrel, tutti raffreddati a liquido al contrario dei due Walter Sagitta raffreddati ad aria che equipaggiavano il prototipo.
Gli ulteriori sviluppi però vennero interrotti a causa dell'evolversi della seconda guerra mondiale e dall'occupazione tedesca dei Paesi Bassi che ne conseguì. L'unico esemplare realizzato venne infatti distrutto nel maggio 1940 durante un attacco aereo da parte della Luftwaffe e dopo aver requisito i progetti le autorità tedesche non ritennero di riprendere la sperimentazione e il modello venne definitivamente accantonato.

## Descrizione tecnica
IL D.XXIII era un velivolo dall'aspetto anticonvenzionale e dalle soluzioni tecniche all'avanguardia per il periodo.
La fusoliera, realizzata in struttura mista, presentava un abitacolo monoposto chiuso da un tettuccio apribile a scorrimento e i due impianti propulsivi posizionati sul muso e, in posizione rialzata, sulla parte terminale.
L'ala, a pianta trapezoidale, era montata bassa ed era collegata a due travi di coda che sostenevano posteriormente un unico elevone centrale.
Il carrello d'atterraggio era un triciclo anteriore completamente retrattile.

## Utilizzatori
Paesi Bassi
- Luchtvaartafdeling